# Edouard Barbe
Pour les articles homonymes, voir Barbe (homonymie).
 (mars 2015).
Edouard Barbe (Sendets, Gironde, 26 octobre 1904 - Paris, 21 septembre 1986) est un résistant français, membre du réseau Turma-Vengeance pendant la Seconde Guerre mondiale[réf. nécessaire].

## Biographie
Agrégé de sciences physiques, il était professeur au lycée de Quimper pendant la Seconde Guerre mondiale. Il rentra dans la Résistance en 1940, à la suite de l'Appel du 18 Juin 1940 du Général de Gaulle. Il forma notamment des résistants à l'utilisation des explosifs en vue de dynamiter les ponts et autres infrastructures utilisées par les Allemands[réf. nécessaire].
En tant qu'inspecteur d'académie, Edouard Barbe est également l'auteur de deux manuels de calcul publiés en 1961 aux éditions Bordas et utilisés dans les écoles maternelles et primaires,.
C'est le père de Jean Édouard Barbe, né le 7 décembre 1940 à Quimper, auteur-compositeur-interprète.

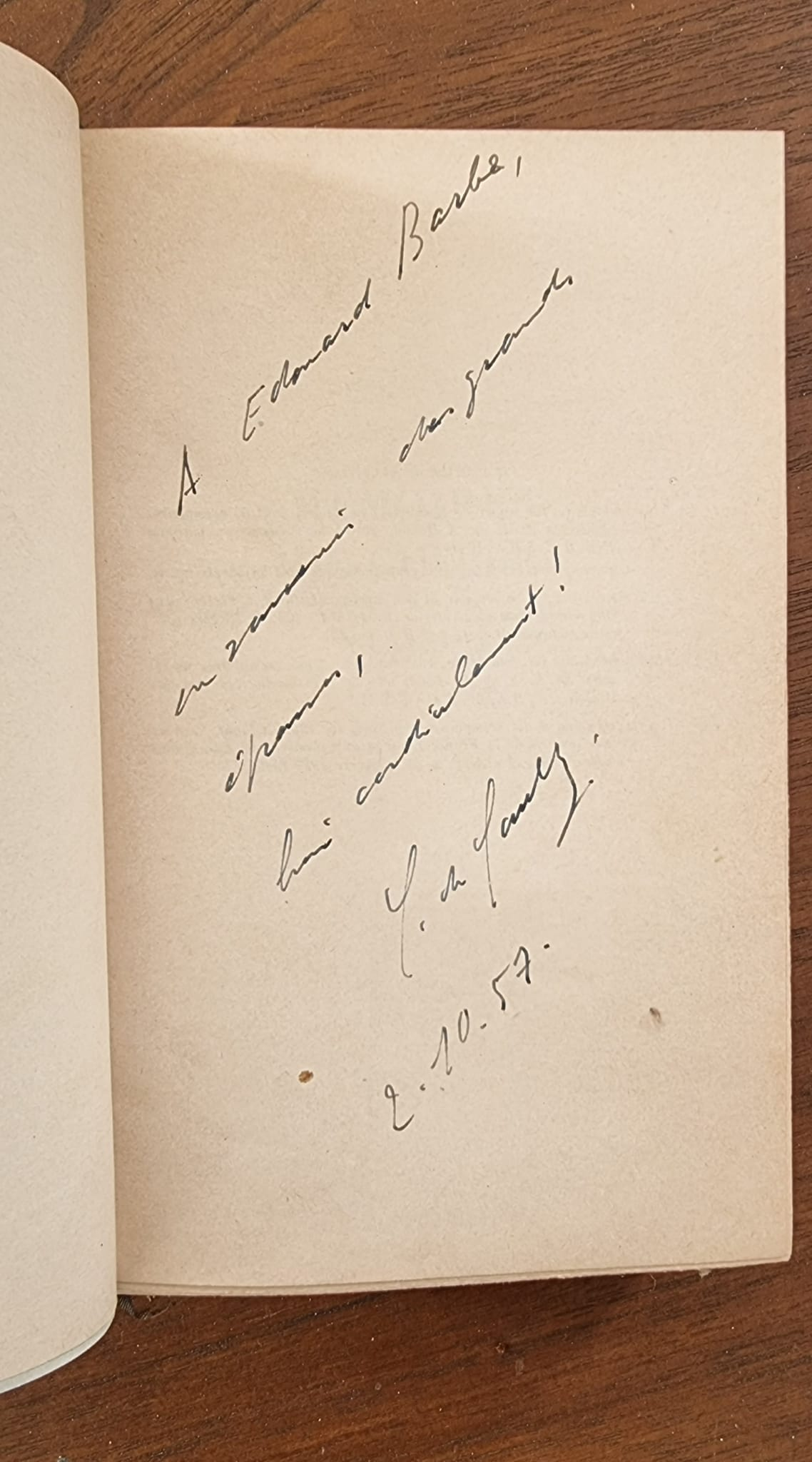
Dédicace du Général De Gaulle à Edouard Barbe pour son action dans la Résistance " En souvenir des grandes épreuves, bien cordialement ! ", C. De Gaulle, 02.10.57. Volume 1 des Mémoires de guerre.